# توماس إي. ويلسون
توماس إي. ويلسون (بالإنجليزية: Thomas E. Wilson)‏ هو شخصية أعمال أمريكي، ولد في 11 يوليو 1868 في لندن في كندا، وتوفي في 4 أغسطس 1958.